# Бадилатти, Маттео
Маттео Бадилатти (итал. Matteo Badilatti); (род. 30 июля 1992, Поскьяво) — швейцарский профессиональный шоссейный велогонщик, выступающий за команду мирового тура «Israel Start-Up Nation».

## Достижения
2017
7-й Чемпионат Швейцарии — Групповая гонка
9-й Тур дю Юра (Франция) — Генеральная классификация
2018
2-й Тур де Савойя Монблан — Генеральная классификация
7-й Тур де Эна — Генеральная классификация
8-й Тур Хайнаня — Генеральная классификация
9-й Тур Австрии — Генеральная классификация
2019
3-й Тур Руанды — Генеральная классификация